# Hulhumalé-moskee
Hulhumalé-moskee is een moskee in Hulhumalé op de Malediven. De moskee werd geopend in de jaren negentig in het kader van het Landaanwinnings- en ontwikkelingsproject Hulhumalé, en biedt plaats aan meer dan 1500 gelovigen.